# Schlik
Schlik (ofta skrivet Schlick) är en böhmisk adelsätt.

## Kända medlemmar
- Franz Schlik zu Bassano und Weißkirchen (1789–1862), österrikisk kavallerigeneral
- Heinrich Schlik zu Bassano und Weißkirchen (1580–1650), kejserlig fältmarkalk och hovkrigsrådspresident
- Joachim Andreas von Schlick (1569–1621), en av ledarna för de protestantiska ständerna i Böhmen
- Kaspar Schlick (omkring 1396–1449), kansler i det Heliga romerska riket
- Leopold Schlik zu Bassano und Weißkirchen (1663–1723), österrikisk generalkrigskommissarie, diplomat, fältmarskalk och böhmisk hovkansler